# Elvis & Nixon
Elvis & Nixon es una película de comedia dramática estadounidense de 2016 dirigida por Liza Johnson y escrita por Joey Sagal, Hanala Sagal y Cary Elwes. Está protagonizada por Kevin Spacey como el presidente de los Estados Unidos Richard Nixon y Michael Shannon como Elvis Presley, y se centra en el encuentro de ambos en la Casa Blanca el 21 de diciembre de 1970. El reparto también incluye a Alex Pettyfer, Johnny Knoxville, Colin Hanks, y Evan Peters. La película se estrenó en Estados Unidos el 22 de abril de 2016 por la compañía Amazon Studios y Bleecker Street, mientras que en España se estrenó el 26 de agosto de 2016.

## Argumento

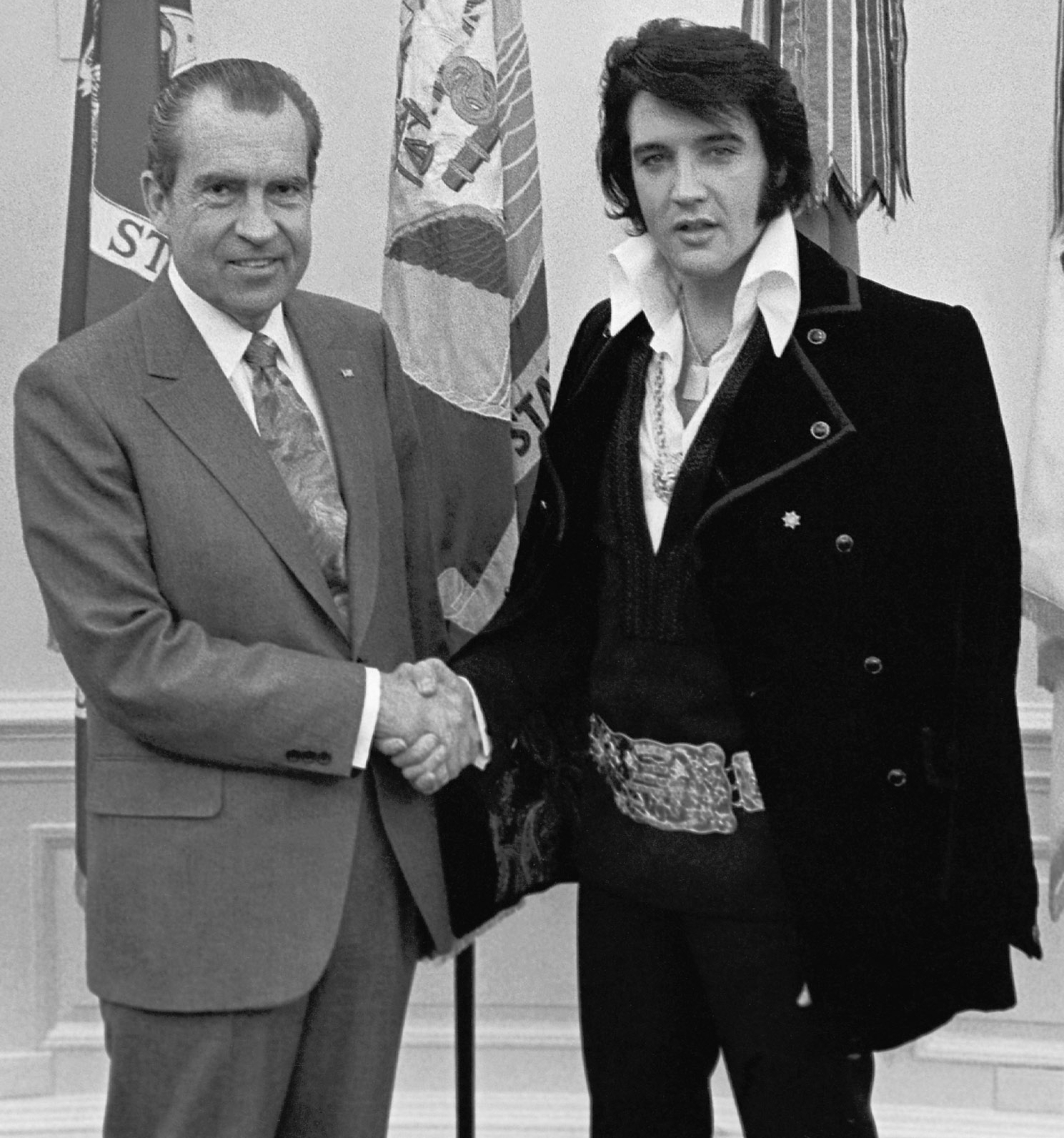
Richard Nixon y Elvis Presley en su reunión en la Casa Blanca

En la mañana del 21 de diciembre de 1970, el actor y cantante Elvis Presley se presentó en la Casa Blanca y solicitó una cita urgente con el Presidente de los Estados Unidos Richard Nixon. 
Presley, se oponía a la cultura de las drogas, al movimiento hippie, a los movimientos estudiantiles como los SDS (Students for a Democratic Society) y a las Panteras Negras; él quería que Nixon le tomara juramento como un agente encubierto de la Oficina de Narcóticos y Drogas Peligrosas (Bureau of Narcotics and Dangerous Drugs, actualmente la DEA). 
Dos de los principales asesores de Nixon, Dwight Chapin y Egil Krogh, prepararon una reunión para ambos en la Casa Blanca. En un primer momento, Nixon está muy irritado porque ve que Elvis solo buscaba darse publicidad, pero en el transcurso de la reunión van descubriendo que tienen mucho en común: los dos son hombres que han llegado a su posición por sus propios méritos y han trabajado duro para triunfar, le regala un arma clásica en una caja y los dos se sienten despreciados por esa nueva cultura americana que ya no entienden. La reunión culminó con una icónica foto de ambos dándose la mano.

## Reparto
- Kevin Spacey como el presidente de los Estados Unidos Richard Nixon.
- Michael Shannon como Elvis Presley.
- Alex Pettyfer como Jerry Schilling.
- Johnny Knoxville como Sonny West.
- Colin Hanks como Egil Krogh.
- Evan Peters como Dwight Chapin.
- Tate Donovan como el Jefe de Gabinete de la Casa Blanca H. R. Haldeman
- Sky Ferreira como Charlotte.
- Tracy Letts como John Finlator.
- Ahna O'Reilly como Mary Anne Peterson.
- Ashley Benson como Margaret.
- Dylan Penn como Diane.
- Joey Sagal como Joe King.
- Geraldine Singer como Rose Mary Woods.
- Hanala Sagal como la secretaria de Chapin.
- Poppy Delevingne como la azafata.

## Producción
El 5 de noviembre de 2014, se anunció que Kevin Spacey y Michael Shannon firmaron para interpretar a Richard Nixon y Elvis Presley, respectivamente, en un largometraje titulado Elvis & Nixon, escrito por Joey Sagal, Hanala Sagal y Cary Elwes, sobre la famosa reunión de la pareja en la Casa Blanca en 1970. El 11 de noviembre, Sony Pictures Worldwide Acquisitions llevó la película al mercado. El 16 de enero de 2015, cinco actores se unieron al elenco, incluidos Colin Hanks, Johnny Knoxville, Alex Pettyfer, Tracy Letts y Sky Ferreira. Pettyfer interpreta al mejor amigo de Elvis, Jerry Schilling, quien fue a Washington D. C. con él; Hanks interpreta a Egil Krogh, abogado y oficial de la administración del presidente; Knoxville interpreta al jefe del cuerpo de seguridad de Elvis, mientras que Ferreira interpreta al interés amoroso de Jerry. El 4 de febrero, cuatro miembros más se unieron al reparto, incluyendo a Ashley Benson, Tate Donovan, Poppy Delevigne y Dylan Penn. Benson hace de un trabajador de American Airlines, Donovan hace del Jefe del Gabinete de la Casa Blanca H.R. Haldeman, Delevigne interpreta a una azafata que voló con Elvis hacia Washington, mientras que Penn interpretó a una trabajadora del hotel donde se hospedó.
El rodaje comenzó el 12 de enero de 2015 en Nueva Orleans, Luisiana. También rodaron en Shreveport y en Los Ángeles.
El coescritor Joey Sagal había interpretado previamente a Elvis Presley en teatro, cine y televisión, e incluso le conoció personalmente de pequeño cuando su padre, Boris Sagal, estaba dirigiéndole en 1965 para la película Loco por las chicas.

## Estreno
El 11 de noviembre de 2014 se anunció que Sony Pictures Worldwide Acquisitions había adquirido los derechos de distribución de la película fuera de Estados Unidos. El 23 de junio de 2015 se anunció que Amazon Studios había adquirido la película por 4 millones de dólares, siendo su primera película adquirida oficialmente. Bleecker Street lanzaría la película en cines antes de lanzarse en Amazon. La película se presentó en el Festival de Cine de Tribeca en marzo de 2016, y se estrenó en los Estados Unidos el 22 de abril de 2016, 22 años después de la muerte de Nixon. La cinta se estrenó en Inglaterra el 29 de abril de 2016 y llegaría a los cines en España el 22 de agosto de 2016.

## Recepción
En Rotten Tomatoes, la película obtuvo una calificación de 76% basado en 130 reseñas y una acabó con un promedio de 6.5 / 10. El consenso de críticos del sitio afirmó: "Es posible que Elvis & Nixon no hagan mucho para ampliar su material fotográfico absurdamente icónico, pero no por ello es menos atractivo gracias a su talentoso dúo estelar". En Metacritic, la película tiene una puntuación de 59 de 100 basados en 37 críticas.
Radio Times le dio a la película una crítica promedio, elogiando ambas actuaciones: "Michael Shannon es una opción divertida para un Presley hastiado y cada vez más alienado; está hastiado de la personalidad que tiene que mantener, parece estar perdiendo la trama, y aún así crea un gran revuelo dondequiera que pise. Asignado menos tiempo de pantalla, Nixon es una figura más enigmática: brusco, obstinado y jugado a la perfección por Kevin Spacey ... Shannon y Spacey son un destello en un entretenido aunque no esclarecedor esfuerzo ". Flickering Myth disfrutó de la película: "Elvis & Nixon es un 86 minutos completamente agradables en el cine: entretenido, gracioso y bien hecho, aunque algo olvidable. También es una prueba más de que una directora puede aprovechar la energía de dos actores masculinos que retratan a hombres machistas ". What's Worth Seeing también le gustó la película y escribió:" Con Michael Shannon como la estrella del rock and roll y Kevin Spacey como el presidente, más famoso por su caída un par de años más adelante, la directora Liza Johnson ofrece una historia de absurdidad increíblemente nítida, graciosa y desenfadada, que habría sido surrealista sin medida para todos los involucrados, excepto para El Rey (Presley)." Nigel M. Smith de The Guardian calificó la película de "comedia ligera ágilmente dirigida" y escribió: "dado que la película es sobre dos de las figuras más reconocibles del siglo 20, claramente el reparto es clave para su triunfo. Afortunadamente, Johnson alcanzó el premio gordo consiguiendo a Michael Shannon a bordo como el Rey y Kevin Spacey para interpretar al presidente corrupto".